# Uncifera
Uncifera es un género de orquídeas epifitas originarias del Himalaya a China e Indochina. Comprende 11 especies descritas y de estas, solo 6 aceptadas.

## Taxonomía
El género fue descrito por John Lindley y publicado en Journal of the Proceedings of the Linnean Society 3: 39. 1858.

## Algunas especies aceptadas
A continuación se brinda un listado de las especies del género Uncifera aceptadas hasta marzo de 2013, ordenadas alfabéticamente. Para cada una se indica el nombre binomial seguido del autor, abreviado según las convenciones y usos.
- Uncifera acuminata Lindl.
- Uncifera dalatensis (Guillaumin) Seidenf. & Smitinand
- Uncifera lancifolia (King & Pantl.) Schltr.
- Uncifera obtusifolia Lindl.
- Uncifera thailandica Seidenf. & Smitinand
- Uncifera verrucosa Summerh.